# 2021年斯诺克英国锦标赛
2021年斯诺克英国锦标赛（英語：2021 UK Championship，也因赞助商称2021年Cazoo斯诺克英国锦标赛）是为职业斯诺克锦标赛，于2021年11月23日到12月5日在英格兰约克的约克巴比肯举行。本届锦标赛是2021-22赛季斯诺克的首个三大赛和第五场排名赛，总奖金1,009,000英镑，冠军将获得200,000英镑。汽车零售公司Cazoo对本届赛事进行赞助，英国广播公司和Eurosport在英国境内对比赛进行转播。
年仅25岁的赵心童最终夺冠，他也成为自2011年特鲁姆普以来最年轻的英锦赛冠军，也成为了英锦赛历史上第四位非英冠军，前三位分别为爱尔兰的帕齐·费根、中国的丁俊晖和澳大利亚的罗伯逊。他也成为继丁俊晖、梁文博和颜丙涛后第四位获得排名赛冠军的中国大陆选手。